# Jogos Arianos
Os Jogos Arianos foram criados pelo governo nazista da Alemanha para tomar o lugar dos tradicionais Jogos Olímpicos. A competição aconteceria em Nuremberga, no Deutsches Stadion, que foi planejado pelo arquiteto Albert Speer.